# حي السلفي (عدن)
حي السلفي هو أحد أحياء مديرية صيرة في محافظة عدن اليمنية. يبلغ تعداد سكانه 12858 نسمة حسب التعداد السكاني في اليمن لعام 2004.